# 25725 Маккормік
25725 Маккормік (25725 McCormick) — астероїд головного поясу, відкритий 7 січня 2000 року.
Тіссеранів параметр щодо Юпітера — 3,561.